# HC 93 Bad Salzuflen
Der HC 93 Bad Salzuflen (offiziell: Handballclub 93 Bad Salzuflen e. V.) war ein Handballverein aus Bad Salzuflen im nordrhein-westfälischen Kreis Lippe. Die erste Mannschaft der Männer spielte von 2000 bis 2002 in der 2. Bundesliga Nord.

## Geschichte
Noch unter dem Namen Union 73 Bad Salzuflen gelang der Mannschaft im Jahre 1979 der Aufstieg in die Oberliga Westfalen. Nach mehreren Jahren im oberen Tabellendrittel gelang dann in der Saison 1984/85 der Aufstieg in die Regionalliga West. Zwei Jahre später verpassten die Salzufler nach dem verlorenen Play-off-Finale gegen den OSC 04 Rheinhausen den Aufstieg in die 2. Bundesliga. In den folgenden Jahren konnte die Mannschaft nicht mehr an diesen Erfolg anknüpfen und rutschten ins Mittelfeld der Tabelle zurück. 
Im Jahre 1993 fusionierte der Verein mit dem HC Grastrup-Ehrsen und bildete mit der TG Schötmar und dem TuS Knetterheide den Verein HC 93 Bad Salzuflen. In der Saison 1994/95 schafften die Salzufler zunächst sportlich den Aufstieg in die 2. Bundesliga. Im Play-off-Finale gegen den Wuppertaler SV wurde das Hinspiel zwar mit 13:19 verloren, jedoch gewannen die Salzufler das Rückspiel in eigener Halle mit 30:23. Jedoch setzte die von Martin Räber trainierte Mannschaft im Rückspiel einen nicht spielberechtigten Akteur ein, so dass das Spiel annulliert und für Wuppertal gewertet wurde. 1997 und 1999 erreichte der HC 93 Bad Salzuflen erneut die Endspiele um den Aufstieg in die 2. Bundesliga, musste sich jedoch zunächst dem TV Angermund und dann der Ahlener SG geschlagen geben.
Erst in der Saison 1999/2000 gelang den Salzuflern der Durchbruch. In den Aufstiegsendspielen setzte sich die Mannschaft gegen den Lokalrivalen TuS Spenge durch und stieg in die 2. Bundesliga auf. Nach einem siebten Platz in der Aufstiegssaison 2000/01 geriet der Verein in finanzielle Schwierigkeiten. In der folgenden Spielzeit 2001/02 stiegen die Salzufler mit 10:62 Punkten als abgeschlagener Tabellenletzter wieder ab und wurden in der folgenden Saison 2002/03 der Regionalliga Nord in die Oberliga Westfalen durchgereicht. Dort trat die Mannschaft nicht an und der Verein wurde später aufgelöst.  
Fünfmal nahmen die Salzufler am DHB-Pokal teil. Am erfolgreichsten war die Mannschaft bei der ersten Teilnahme in der Saison 1994/95, wo die Salzufler über die Stationen TV Emsdetten, TSV Altenholz und VfL Eintracht Hagen das Achtelfinale erreichten und dort mit 25:31 am Bundesligisten TV Niederwürzbach scheiterten. In der Pokalsaison 2000/01 verpasste das Team den erneuten Einzug ins Achtelfinale nach einem 24:30 gegen Frisch Auf Göppingen.

## Persönlichkeiten
| - Ralf Bruelheide - Frank Carstens, 1995 bis 1996 - Menc Exner, 2000 bis ? - Uwe Harting, 1986 bis 1987 - Pierre Limberg - Bernd Seehase, 1988 bis 1989 - Rüdiger Traub, 2000 bis 2002 - Armin Wegner, 1995 | - Dietmar Molthahn, 1984 bis 1988 - Martin Räber, 1993 bis 1996 |